# Valentino Alessandro Balli
Valentino Alessandro Balli (* 9. Oktober 1796 in Cavergno; † 8. September 1863 in Locarno) war ein Schweizer Politiker. Von 1852 bis 1854 gehörte er dem Nationalrat an.

## Biografie
Balli entstammte einer wohlhabenden Kaufmannsfamilie aus dem Maggiatal, die unter anderem in Groningen in den Niederlanden tätig war. Er war Sohn des Grundbesitzers Michele und dessen Ehefrau Regina Della Via, aus Dongo. Er besuchte das Gymnasium am Collegio Papio in Ascona, danach war er von 1816 bis 1818 Stoffhändler in Freiburg im Breisgau. Nach einem kurzen Aufenthalt in Paris zog er 1821 nach Groningen, um für das familieneigene Handelshaus zu arbeiten. 1839 kehrte er ins Tessin zurück, liess sich in Locarno nieder. Er war Vater u. a. des Emilio, Francesco und Federico.
Ebenfalls 1839 wurde Balli als Vertreter des gemässigten Flügels der Liberalen in den Tessiner Grossen Rat gewählt, dem er neun Jahre lang angehörte. Im Militär hatte er zuletzt den Rang eines Majors. Aufgrund des geerbten umfangreichen Grundbesitzes lebte er ab 1848 als Rentier. Nachdem Stefano Franscini zum Bundesrat gewählt worden war, trat Balli im März mit Erfolg zu einer Nachwahl im Nationalratswahlkreis Tessin-Nord an. 1854 verzichtete er auf die Wiederwahl.